# الک سیتی (اورگن)
الک سیتی (به انگلیسی: Elk City) یک منطقهٔ مسکونی در ایالات متحده آمریکا است که در شهرستان لینکلن، اورگن واقع شده‌است. الک سیتی ۱۱۳٫۰۸ متر بالاتر از سطح دریا واقع شده‌است.